# Stora Gillingen
Stora Gillingen är en sjö i Ovanåkers kommun i Hälsingland och ingår i Ljusnans huvudavrinningsområde. Sjön är 7 meter djup, har en yta på 0,656 kvadratkilometer och befinner sig 230,1 meter över havet. Sjön avvattnas av vattendraget Gryckån (Lillskogsån).

## Delavrinningsområde
Stora Gillingen ingår i det delavrinningsområde (682395-147986) som SMHI kallar för Utloppet av Stora Gillingen. Medelhöjden är 238 meter över havet och ytan är 2,17 kvadratkilometer. Räknas de 40 avrinningsområdena uppströms in blir den ackumulerade arean 356,97 kvadratkilometer. Gryckån (Lillskogsån) som avvattnar avrinningsområdet har biflödesordning 3, vilket innebär att vattnet flödar genom totalt 3 vattendrag innan det når havet efter 148 kilometer. Avrinningsområdet består mestadels av skog (63 procent). Avrinningsområdet har 0,66 kvadratkilometer vattenytor vilket ger det en sjöprocent på 30,3 procent.